# Nacera Nouari
Nacera Nouari (arabe : نصيرة نواري), née le 19 septembre 1969 à Annaba, est une judokate algérienne. Elle évolue au club de Hamra Annaba dans la catégorie des plus de 72 kg. 

## Carrière
Nacera Nouari participe aux Championnats du monde de judo 1989 à Belgrade ; elle est éliminée en seizièmes de finale par la Finlandaise Anne Åkerblom dans le tournoi toutes catégories.
Aux Championnats d'Afrique de judo 1989 à Abidjan, elle remporte la médaille d'argent dans la catégorie des plus de 72 kg ainsi que dans le tournoi toutes catégories.
Elle est triple médaillée d'or aux Championnats d'Afrique de judo 1990 à Alger (en plus de 72 kg, au tournoi toutes catégories ainsi qu'au tournoi par équipes).
Elle est deux fois championne d'Algérie et meilleure judoka africaine au tournoi d'Alger 1990.